# Microthelys nutantiflora
Microthelys nutantiflora är en orkidéart som först beskrevs av Rudolf Schlechter, och fick sitt nu gällande namn av Leslie Andrew Garay. Microthelys nutantiflora ingår i släktet Microthelys och familjen orkidéer. Inga underarter finns listade i Catalogue of Life.